# Stanisław Szołkowski
Stanisław Szołkowski herbu Korwin (zm. w 1702 roku) – pisarz ziemski wiłkomierski w latach 1693–1702, stolnik wiłkomierski od 1689 roku.
Poseł sejmiku powiatu wiłkomierskiego na sejm konwokacyjny 1696 roku. Po zerwanym sejmie konwokacyjnym 1696 roku przystąpił 28 września 1696 roku do konfederacji generalnej. Poseł na sejm zwyczajny pacyfikacyjny 1699 roku z powiatu wiłkomierskiego.